# Evelyn Ashford
Evelyn Ashford (Shreveport, 15 aprile 1957) è un'ex velocista statunitense, vincitrice di quattro ori olimpici.

## Biografia
Appena diciannovenne la Ashford fu quinta nei 100 m piani ai Giochi olimpici di Montréal 1976. Dopo aver battuto nel 1979 le detentrici dei record mondiali dei 100 e 200 m piani, la Ashford si presentava come la favorita dei Giochi del 1980, che videro però il boicottaggio degli Stati Uniti.
Nel 1983 stabilì il nuovo record mondiale con 10"79 a Colorado Springs, ma nella finale mondiale fu messa fuori gioco da un infortunio muscolare e il titolo andò a Marlies Göhr.
Ai Giochi olimpici di Los Angeles 1984 finalmente ebbe la possibilità di vincere un titolo, grazie anche al boicottaggio dei paesi dell'est. Prima rinunciò per infortunio ai 200 m, poi vinse l'oro nei 100 m e nella staffetta 4×100 metri. L'anno successivo migliorò il suo stesso record mondiale, con il tempo di 10"76.
Alla cerimonia di apertura delle Olimpiadi di Seul 1988 fu portabandiera per gli Stati Uniti. Venne però battuta nei 100 m da Florence Griffith-Joyner, che ai trials le aveva tolto il record mondiale. Corse l'ultima frazione della staffetta 4×100 m, conquistando un altro oro: nonostante un pessimo cambio recuperò tre metri alla Göhr e la sorpassò.
Ai Giochi di Barcellona, nel 1992, la Ashford fu eliminata per un centesimo di secondo nella semifinale dei 100 m ma vinse il suo terzo oro consecutivo nella 4×100 m, questa volta correndo la prima frazione.
Ha detenuto il record mondiale dei 100 metri per cinque anni: dal 3 luglio 1983 al 16 luglio 1988.
Nel 1997 la Ashford fu introdotta nella National Track & Field Hall of Fame. Ha vinto il premio Track & Field Athlete of the Year nel 1981 e nel 1984, il Flo Hyman Award nel 1989 e il Best Female Track Athlete ESPY Award nel 1993.

## Palmarès
| Anno | Manifestazione      | Sede        | Evento      | Risultato  | Prestazione | Note |
| ---- | ------------------- | ----------- | ----------- | ---------- | ----------- | ---- |
| 1976 | Giochi olimpici     | Montréal    | 100 m piani | 5ª         | 11"24       |      |
| 1976 | Giochi olimpici     | Montréal    | 4×100 m     | 7ª         | 43"35       |      |
| 1979 | Giochi panamericani | San Juan    | 100 m piani | Oro        | 11"07       |      |
| 1979 | Giochi panamericani | San Juan    | 200 m piani | Oro        | 22"24       |      |
| 1983 | Mondiali            | Helsinki    | 100 m piani | Finale     | dnf         |      |
| 1984 | Giochi olimpici     | Los Angeles | 100 m piani | Oro        | 10"97       |      |
| 1984 | Giochi olimpici     | Los Angeles | 4×100 m     | Oro        | 41"65       |      |
| 1988 | Giochi olimpici     | Seul        | 100 m piani | Argento    | 10"83       |      |
| 1988 | Giochi olimpici     | Seul        | 4×100 m     | Oro        | 41"98       |      |
| 1991 | Mondiali            | Tokyo       | 100 m piani | 5ª         | 11"30       |      |
| 1992 | Giochi olimpici     | Barcellona  | 100 m piani | Semifinale | 11"29       |      |
| 1992 | Giochi olimpici     | Barcellona  | 4×100 m     | Oro        | 42"11       |      |

## Altre competizioni internazionali
1979
- Oro in Coppa del mondo ( Montréal), 100 m piani - 11"06
- Oro in Coppa del mondo ( Montréal), 200 m piani - 21"83

1981
- Oro in Coppa del mondo ( Roma), 100 m piani - 11"02
- Oro in Coppa del mondo ( Roma), 200 m piani - 22"18
- Argento in Coppa del mondo ( Roma), 4×100 m - 42"82

1984
- Oro al Weltklasse Zürich ( Zurigo), 100 m piani - 10"76